# Sabina Charles-Kirton
Sabina Charles-Kirton (* 5. Juli 1978) ist eine ehemalige Fußballschiedsrichterin aus St. Lucia.
Zwischen 2009 und 2012 pfiff Charles-Kirton internationale Fußballspiele. Beim CONCACAF Women’s Gold Cup 2010 in Mexiko leitete Charles-Kirton ein Gruppenspiel.
2023 bewarb sich Charles-Kirton zwischenzeitlich für das Amt der Präsidentin der Saint Lucia Football Association (SFLA), bevor sie ihre Bewerbung zurückzog.